# Johan II av Sagan
Johan II av Sagan, tyska: Johann II. von Sagan, polska: Jan II żagański, även kallad den galne, den onde, den vilde eller den grymme, född 16 april 1435, avliden 22 september 1504 i Wohlau (Wołów), var samregerande hertig av Sagan-Priebus (Przewóz) från 1439, 1461–1468 och kort 1472  hertig av Sagan (Żagań) och 1476–1488 hertig av Glogau (Głogów).

## Biografi
Johan tillhörde den schlesiska Sagan-grenen av huset Piast och var den fjärde och yngste sonen till hertig Johan I av Sagan (1385–1439) och Scholastika av Sachsen-Wittenberg (1391–1463), dotter till kurfursten av Sachsen, hertig Rudolf III av Sachsen-Wittenberg. Liksom sin far och sin äldre bror Balthasar var han härförare i Tyska orden.
Efter fadern Johan I:s död 1439 ärvde hans äldste bror Balthasar hertigdömet Sagan. 1449 delades hertigdömet i två delar: hertigdömet Sagan, som regerades av de äldre bröderna Balthasar och Rudolf, och Priebus, som tillföll de två yngre bröderna Wencel och Johan II. Eftersom Wencel led av sinnessjukdom kom dock Johan II i praktiken att ensam regera hertigdömet Priebus. En konflikt uppstod mellan bröderna då Johan II krävde att faderns arv skulle delas i lika stora delar, då han inte var nöjd med det relativt obetydliga hertigdömet Priebus. Efter medling från kurfurst Fredrik II av Sachsen försonades bröderna tillfälligt. När Rudolf avled 1454 befann sig Balthasar i fält i Preussen och Johan utropade sig till regent för brodern Balthasar i hertigdömet Sagan. Efter broderns återkomst återtog Balthasar tillfälligt regentskapet, men 1461 blossade konflikten upp igen. Johan allierade sig med kung Georg Podiebrad av Böhmen och erövrade Sagan från sin bror, som flydde. Balthasar återtog Sagan 1468 med stöd av sin kusin, hertig Henrik XI av Glogau. 1472 allierade sig Johan II med kung Matthias Corvinus av Ungern i kampen om den böhmiska kronan och tog åter upp striden mot brodern. Sagan intogs och Johan tillfångatog sin bror Balthasar, som dog i fångenskap på Priebus slott den 15 juli. Därmed förenade Johan II åter hertigdömena, men redan den 12 december 1472 sålde han hertigdömet till hertigarna Ernst och Albrekt III av Sachsen för 50 000 ungerska floriner, med kung Matthias Corvinus godkännande. Fördraget garanterade även en pension åt den sinnessjuke brodern Wencel.
Vid hertig Henrik XI av Glogau och Crossens död 1476 utslocknade den äldre schlesiska Glogaugrenen av huset Piast, och Johan II gjorde då anspråk på hertigliga Glogau, vars säte var Freystadt. Henrik XI var barnlös och hade testamenterat sitt hertigdöme till frun Barbara av Brandenburg, dotter till kurfurst Albrekt Akilles av Brandenburg, och anspråket utlöste en arvsstrid.
1477 erövrade Johan II Crossen och förstörde staden. Samma år belägrade hans trupper Drossen och Reppen samt ett år senare även Cottbus, men utan framgång. I Guben avträdde han 1479 sina anspråk på Crossen, och med fördraget i Kamenz 1482 avslutades arvskriget.
Johan II:s regering som hertig av Glogau kännetecknades av väpnade konflikter med de omkringliggande schlesiska hertigdömena och överfall mot städerna i området. 1484 lät han fördriva judarna ur staden Glogau. En allians mot hertig Johan II bildades av hans motståndare bland de angränsande städerna och hertigdömena i Hochkirch 1480, efter att Johan II tillskansat sig den sedan 1331 kungliga böhmiska halvan av hertigdömet Glogau. 1488 lät hertig Johan spärra in sju rådmän från Glogau och svalt dem till döds efter att de vägrat erkänna hans överhöghet. Efter denna händelse samlades åter hans motståndare i Hochkirch för att alliera sig mot hertigen och begära stöd från kung Matthias Corvinus av Böhmen.
Kung Matthias Corvinus trupper belägrade framgångsrikt Golgau 1488 och drev bort hertigen från staden. Johan II tog sin tillflykt till borgen Gross-Heinzendorf. Kungen lät därefter installera sin utomäktenskaplige son Johan Corvinus som hertig av Glogau.
Efter att Johan II på så sätt förlorat sitt hertigdöme drog han därefter under ett decennium omkring med en legosoldathär genom Nedre Schlesien och Neumark, och ödelade många städer och byar. 1488 intog de Freystadt.
1498 lät kurfurst Johan Cicero av Brandenburg garantera Johan II rätten att slå sig ned i Frankfurt an der Oder. På så sätt slutade den tidigare hertigens långa plundringståg, men borgarna i Frankfurt var mindre uppskattande.
Hertig Johan är omsjungen i folkvisan Herzog Hans von Sagan und die Glogauschen Domherrn.

## Familj
Johan II av Sagan var gift med Katarina av Troppau (1443–1505), dotter till hertig Vilhelm av Troppau. De fick fem döttrar:
- Margareta (1465/76–1505), gift med Miklós Bánffy de Limbow (död 1501) och därefter med Johann Hampo
- Barbara (1470–1539), abbedissa i S:ta Klaraklostret i Strehlen
- Salomea (1475/76–1514), gift med Albrekt I av Münsterberg-Oels och Glatz (död 1511) och därefter med Johann von Kurzbach auf Trachenberg und Militsch († 1549)
- Hedvig (1476–1524), gift med Georg I av Münsterberg-Oels och Glatz (död 1502) och därefter med Siegmund von Wartenberg (död 1518)
- Anna (1480/83–1541), gift med Karl I av Münsterberg-Oels och Glatz (död 1536)